# Strzelanina w Kamwenge Trading Centre
Strzelanina w Kamwenge Trading Centre – strzelanina, do której doszło 26 grudnia 1994 w ugandyjskiej miejscowości Kamwenge. Sprawca otworzył ogień do uczestników imprezy odbywającej się w dyskotece w centrum handlowym Kamwenge Trading Centre, w wyniku czego zginęło 13 osób, a 14 zostało rannych. Po dokonaniu zbrodni napastnik uciekł do miejscowości Dura, gdzie został następnie aresztowany.

## Przebieg
Atak wydarzył się na imprezie odbywającej się na dyskotece ulokowanej w centrum handlowo-rozrywkom Kamwenge Trading Centre. 28-letni żandarm Alfred Ogwang uczestniczył w imprezie, która rozpoczęła się 25 grudnia około 21:00. Sprawca chciał wejść do pomieszczenia, gdzie serwowano alkohol, ale kilku gości lokalu zamknęło mu drzwi, uderzając go nimi. W efekcie Ogwang wpadł w szał; mężczyźni przeprosili go za to, ale ośmieszony przed znajomymi sprawca wyszedł z lokalu. Udał się do baraków wojskowych, skąd zabrał broń (karabin typu SMG) i amunicję, po czym ponownie poszedł na dyskotekę w Kamwenge.
Kiedy impreza dobiegała końca, około północy 26 grudnia, Ogwang wyjął karabin i krzycząc: Wykończę was wszystkich!, otworzył ogień w stronę osób tańczących na parkiecie. Po dokonaniu masakry uciekł z miejsca zdarzenia i skierował się do baraków wojskowych, a później do miejscowości Dura, gdzie mieszkał jego brat; Ogwang został odnaleziony i aresztowany następnego dnia. 29 grudnia 1994 został uznany za poczytalnego. Podczas procesu nie przyznawał się do winy. Twierdził, że przed wejściem do lokalu przekazał broń komuś innemu. Twierdził, że ze względu na upojenie alkoholowe, nie pamięta strzelaniny. Został skazany na karę śmierci przez powieszenie, ale w 2010 jego wyrok zamieniono na karę dożywotniego pozbawienia wolności.